# Nördliches Langohr-Mausohr
Das Nördliche Langohr-Mausohr (Myotis evotis) ist eine Fledermaus in der Familie der Glattnasen, die im Westen Nordamerikas vorkommt.

## Merkmale
Mit einer Unterarmlänge die nicht 40 mm erreicht ist die Art kleiner als die ähnliche Nordamerikanische Fransenfledermaus (Myotis thysanodes). Weiterhin fehlen ihr die für die andere Art typischen Fransen an den Rändern der Schwanzflughaut. Einzelne Haare an den Kanten können jedoch vorhanden sein. Beide Fledermäuse besitzen lange Ohren und einen Sporn (Calcar) ohne Kerbe an den Füßen. Die Haare sind im Bereich der Haarwurzel schwarz und zu den Spitzen hin bräunlich, was oberseits ein glänzend hellbraunes bis goldbraunes Aussehen erzeugt, während die Unterseite noch heller bis weißlich ist.
Die Ohren sind etwas länger als 21 mm, die Flügelspannweite beträgt 250 bis 300 mm und das Gewicht liegt bei 5 bis 8 g.

## Verbreitung

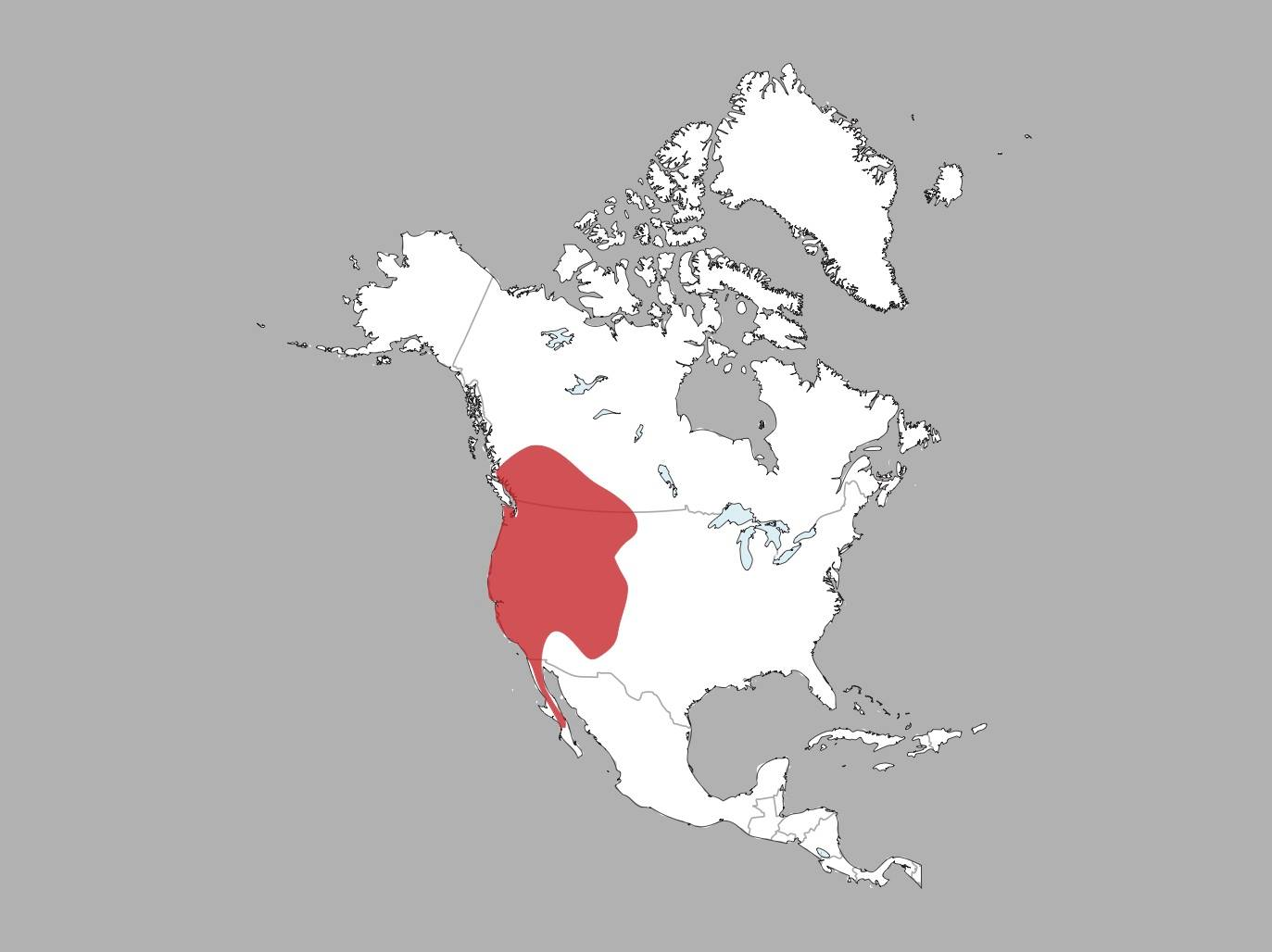
Verbreitungsgebiet des Nördlichen Langohr-Mausohr

Das Verbreitungsgebiet reicht von den kanadischen Gebieten British Columbia, Alberta und Saskatchewan bis zum mexikanischen Bundesstaat Baja California Sur. In den USA kommt die Art vom Pazifik bis nach North Dakota, Colorado und New Mexico vor. Das Nördliche Langohr-Mausohr erreicht in Gebirgen 2830 Meter Höhe. Das Habitat besteht meist aus Nadelwäldern, Bergwäldern sowie feuchten Landschaften in Meeresnähe. Die Art kann sich an verschiedene Biotope anpassen.

## Lebensweise
Im nordwestlichen Bereich des Verbreitungsgebiets ruht das Nördliche Langohr-Mausohr meist in Baumhöhlen abgestorbener Bäume oder unter Baumstümpfen. Hier werden Exemplare der Gelb-Kiefer oder der Küsten-Kiefer bevorzugt. Weiter östlich befinden sich die Schlafplätze oft in Spalten von Sandsteinfelsen. Weiterhin werden Gebäude, Erdhöhlen, verlassene Bergwerksstollen, größere Höhlen oder lose Teile der Baumrinde als Verstecke genutzt.
Die Jagd auf Nachtfalter und andere Insekten wie Käfer, Grashüpfer und Fliegen erfolgt meist über Waldlichtungen oder anderen Bereichen mit flachem Bewuchs. Gelegentlich werden Spinnen gefangen. Dabei fliegt das Nördliche Langohr-Mausohr recht langsam und geradlinig und sammelt die Beute von grünen Pflanzen, umgefallenen Bäumen, Felsen oder vom Boden.
Trächtige Weibchen wurden meist im Frühsommer (Mai bis Juni) registriert und der Wurf besteht aus einem einzelnen Jungtier. Da die meisten Männchen im Juli und August verdickte Hoden hatten, wird angenommen, dass die Paarung kurz darauf erfolgt und die Spermien bis zum Beginn der Trächtigkeit im Frühjahr im weiblichen Fortpflanzungstrakt gespeichert werden. Neugeborene Nördliche Langohr-Mausohren wiegen etwas über ein Gramm und sind nackt, während die Zahnspitzen einzelner Zähne schon sichtbar sind. Ihre Körperlänge beträgt 40 bis 47 mm.
In Höhlen bilden trächtig Weibchen Kolonien mit 12 bis 30 Exemplaren, die von anderen Weibchen und Männchen getrennt sind. Es wurden Individuen dokumentiert, die ihr Versteck kurz nach dem Sonnenuntergang verließen, während andere Exemplare ihre Jagd bei völliger Dunkelheit begannen.

## Gefährdung
Störungen in Höhlen und Bergwerken sowie Waldrodungen können sich negativ auf den Bestand auswirken. Im Verbreitungsgebiet befinden sich mehrere Naturschutzgebiete. Die IUCN listet das Nördliche Langohr-Mausohr als nicht gefährdet (Least Concern).